# Treben
Treben è un comune della Germania di 1 161 abitanti situato nel circondario dell'Altenburger Land in Turingia.